# 도제 (작위)
도제(doge)는 이탈리아어로 국가 원수를 지칭하는 말 중 하나이다.

## 도제 목록
- 베네치아 도제
  - 베네치아 공화국의 도제 목록
- 제노바 도제

## 같이 보기
- 베네치아의 도제